# (25325) 1999 JS5
1999 جاي أس 5 (ويعرف أيضًا باسم (25325) 1999 جاي أس 5 وفق تسمية الكوكب الصغير) (بالإنجليزية: 1999 JS5)‏ هو كويكب ضمن حزام الكويكبات؛ وترتيبه 25325 من حيث الاكتشاف.
اكتُشف هذا الجُرم الفلكي بواسطة بحث لنكولن عن الكويكبات القريبة من الأرض في 10 مايو 1999.

## وصلات خارجية
- (25325) 1999 JS5 في قاعدة بيانات مختبر الدفع النفاث لأجرام النظام الشمسي الصغيرة

- الاكتشاف · مخطط المدار ·  العناصر المدارية · المعلمات المادية

- (25325) 1999 JS5 على موقع ويكي سكاي: DSS2, SDSS, GALEX, IRAS, Hydrogen α, X-Ray, Astrophoto, Sky Map, Articles and images